# نيلس يوهانسون (دراج)
نيلس يوهانسون (بالسويدية: Nils Johansson)‏ هو دراج سويدي، ولد في 16 أبريل 1920 في بوروس في السويد، وتوفي في 29 يونيو 1999.

## وصلات خارجية
- نيلس يوهانسون على موقع إحصائيات الدراجات الإحترافية (الإنجليزية)
- نيلس يوهانسون على موقع أوليمبيديا (الإنجليزية)
- نيلس يوهانسون على موقع اللجنة الأولمبية السويدية (السويدية)